# IC 264
IC 264 је елиптична галаксија у сазвјежђу Кит која се налази на листи објеката дубоког неба у Индекс каталогу.
Деклинација објекта је - 0° 6' 31" а ректасцензија 2h 48m 47,7s. Привидна величина (магнитуда) објекта IC 264 износи 14,7 а фотографска магнитуда 15,7. IC 264 је још познат и под ознакама MK 1401, NPM1G -00.0109, PGC 10644.